# パウリスタFC
パウリスタFC (ポルトガル語: Paulista Futebol Clube) は、ブラジル・サンパウロ州・ジュンジアイを本拠地とするサッカークラブである。

## 概要
1903年、サンパウロ鉄道会社の従業員によってジュンジアイFBC (Jundiahy Foot Ball Club) が設立されたが、1908年に解散。1909年5月17日にジュンジアイFBCに所属していたメンバーやそのサポーターやシンパによってパウリスタFCが設立された。

## タイトル

### 国内タイトル
- コパ・ド・ブラジル : 1回
  - 2005

- カンピオナート・ブラジレイロ・セリエC : 1回
  - 2001

- カンピオナート・パウリスタ・セリエA2 : 2回
  - 1968, 2001

- コパ・パウリスタ : 3回
  - 1999, 2010, 2011

- コパ・FPF : 1回
  - 1999

### 国際タイトル
なし

## 歴代監督
- ゼッチ 2003-2004
- ヴァグネル・マンシーニ 2004-2007
- ルイジーニョ 2008-2009
- アルマンド・ブラカリ 2009

- 呂比須ワグナー 2010, 2011
- フェルナンド・ジニス 2010
- セルジオ・バレージ 2012

## 歴代所属選手

### GK
- アルトゥール・モラエス 2001-2003

- ヴィクトル 2002-2007

### DF
- チアゴ 2000-2003
- デジマール 2000-2003
- クラウジオ 2001

- アンデルソン 2001-2002, 2005
- 笠井健太 2005-2007
- エドゥワルド 2008-2009, 2011

### MF
- トニーニョ・セレーゾ 1995
- ロドリゴ・タバタ 1999
- ネネ 1999-2001
- マルシーニョ 2000-2001
- リカルジーニョ 2001, 2004-2005, 2007-2008
- アマラウ 2003
- ロドリゴ 2003

- ダヴィ 2003-2005
- ロドリゴ・ファブリ 2007-2008
- エメルソン 2010
- ブルーノ・フォルミゴーニ 2010, 2011-2012
- ウェリントン 2011-2012
- ダニーロ 2012

### FW
- アルベルト 1995, 1999
- マンシーニ 2000-2002, 2003, 2004
- タイルソン 2002-2003
- リンコン 2004, 2006, 2009
- フィナージ 2005
- グラウシオ 2005, 2006-2007
- ネット・バイアーノ 2006, 2007
- ジウシーニョ 2007

- ラフィーニャ 2008
- リンス 2008
- エニウトン 2009
- ゼ・カルロス 2009
- マゾーラ 2009-2010
- マセナ 2011
- リチェーリ 2012